# Кин (тауншип, Миннесота)
Кин (англ. Keene) — тауншип в округе Клей, Миннесота, США. На 2000 год его население составило 128 человек.

## География
По данным Бюро переписи населения США площадь тауншипа составляет 84,3 км², из которых 83,8 км² занимает суша, а 0,5 км² — вода (0,55 %).

## Демография
По данным переписи населения 2000 года здесь находились 128 человек, 47 домохозяйств и 36 семей. Плотность населения —  1,5 чел./км². На территории тауншипа расположена 51 постройка со средней плотностью 0,6 построек на один квадратный километр. Расовый состав населения: 97,66 % белых и 2,34 % приходится на две или более других рас. Испанцы или латиноамериканцы любой расы составляли 2,34 % от популяции тауншипа.
Из 47 домохозяйств в 31,9 % воспитывались дети до 18 лет, в 66,0 % проживали супружеские пары, в 6,4 % проживали незамужние женщины и в 23,4 % домохозяйств проживали несемейные люди. 21,3 % домохозяйств состояли из одного человека, при том 8,5 % из — одиноких пожилых людей старше 65 лет. Средний размер домохозяйства — 2,70, а семьи — 3,17 человека.
28,9 % населения — младше 18 лет, 5,5 % — в возрасте от 18 до 24 лет, 21,9 % — от 25 до 44, 24,2 % — от 45 до 64, и 19,5 % — старше 65 лет. Средний возраст — 38 лет. На каждые 100 женщин приходилось 156,0 мужчин. На каждые 100 женщин старше 18 приходилось 139,5 мужчин.
Средний годовой доход домохозяйства составлял 40 625 долларов, а средний годовой доход семьи —  41 875 долларов. Средний доход мужчин —  29 167  долларов, в то время как у женщин — 28 125. Доход на душу населения составил 16 748 долларов. За чертой бедности находились 9,7 % семей и 11,8 % всего населения тауншипа, из которых 24,0 % старше 65 лет.